# AARP Bulletin
AARP Bulletin este o revistă tipărită de organizația pensionarilor din Statele Unite (AARP), de 11 ori pe an. Organizația publică și revista AARP The Magazine. Tirajul revistei în anul 2007 a fost de 23.567.607 de exemplare.